# Symplocos nokoensis
Symplocos nokoensis là một loài thực vật có hoa trong họ Dung. Loài này được (Hayata) Kaneh. miêu tả khoa học đầu tiên năm 1921.